# Blastocyste
Ne doit pas être confondu avec blastocyte.

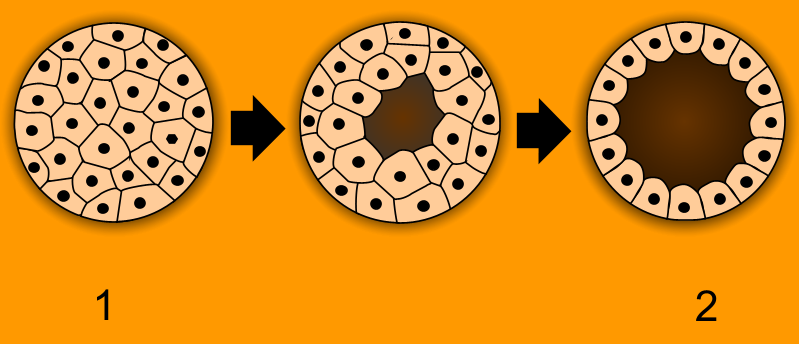
morula. 1 - cavitation, 2 - blastula.

Schéma de blastocyste

Le blastocyste (du grec βλαστός (blastos) signifiant « germe, bourgeon » et κύστις (kystis) pour « vessie ») est un stade du développement embryonnaire précoce des mammifères (d'une durée de 5 à 7 jours chez l'être humain), au cours duquel coexistent les cellules périphériques, appelées cellules du trophectoderme (ou trophoblaste), à l'origine des structures extra-embryonnaires comme le placenta ou le cordon ombilical, et des cellules de la masse interne, qui forment le bouton embryonnaire et donnent naissance à l'embryon proprement dit et à quelques annexes embryonnaires. Entre la masse cellulaire interne et le trophectoderme se forme une cavité, le blastocèle.
Le blastocyste est issu de blastulation de la morula (huit à seize cellules non identiques : macromères et micromères) au cours de la segmentation, et comporte entre 70 et 100 cellules constituant la masse interne au sixième jour. Les cellules de la masse interne peuvent être prélevées et cultivées in vitro. Ces cellules souches embryonnaires, cultivées de manière adéquate, peuvent maintenir leur pluripotence et ainsi produire, lors de leur différenciation, n'importe quel type cellulaire, y compris les cellules germinales. À partir du 6e jour, l'observation en laboratoire de l'embryon n'est plus possible. Si l'embryon a été fécondé en laboratoire, il est à présent nécessaire qu'il soit implanté ou congelé.
Il ne faut pas confondre le blastocyste, dont le nom est donné à l'embryon au cours du développement, avec les blastomères (ou blastocytes), cellules encore indifférenciées qui constituent le jeune embryon. De même, si le blastocyste est l'équivalent particulier pour le développement embryonnaire des mammifères (et donc pour l'embryologie humaine) de la blastula pour la biologie du développement animal, ces deux termes ne doivent pas être confondus.